# Denis Cortella
Denis Cortella, né le 29 juillet 1968, est un parapentiste et chef de PME français. Il est licencié au club de « Saint-Gervais Vol Libre ». En plus d'être parapentiste, il est également moniteur de ski et guide de haute montagne.

## Activité professionnelle
Son activité professionnelle principale est la conception, la fabrication et la vente d'accessoires pour la pratique du parapente, notamment des sellettes, au sein de son entreprise « Kortel Design », basée à Sallanches.
Il commence à coudre des vêtements en polaire lors de son service militaire à l'EMHM. En 1995, il crée des sellettes de parapente pour son propre usage, puis pour d'autres parapentistes de sa connaissance. En 2010, son entreprise « Kortel Design » est installée à Sallanches et produit mille sellettes chaque année.

## Parcours sportif
Denis Cortella suit un cursus scolaire ski-études à La Mure. Il prend ensuite contact avec l'activité du parapente à Chamonix en 1989 pendant un stage de formation au métier de guide de haute montagne.
Plus tard, il pratique la compétition de parapente à haut niveau. Il est notamment pilote officiel de la marque Airwave, en 1995, et obtient divers titres nationaux et des résultats internationaux jusqu'en 2010.

### Palmarès de parapente
- vice-champion du monde 2007 par équipe en Australie
- 5e au classement général de la Coupe du Monde 2006
- 2e de la Coupe du Monde 1999 à La Bresse
- champion de France en 1998, 2004 et 2005